# 美濃南隆輔天五穀宮

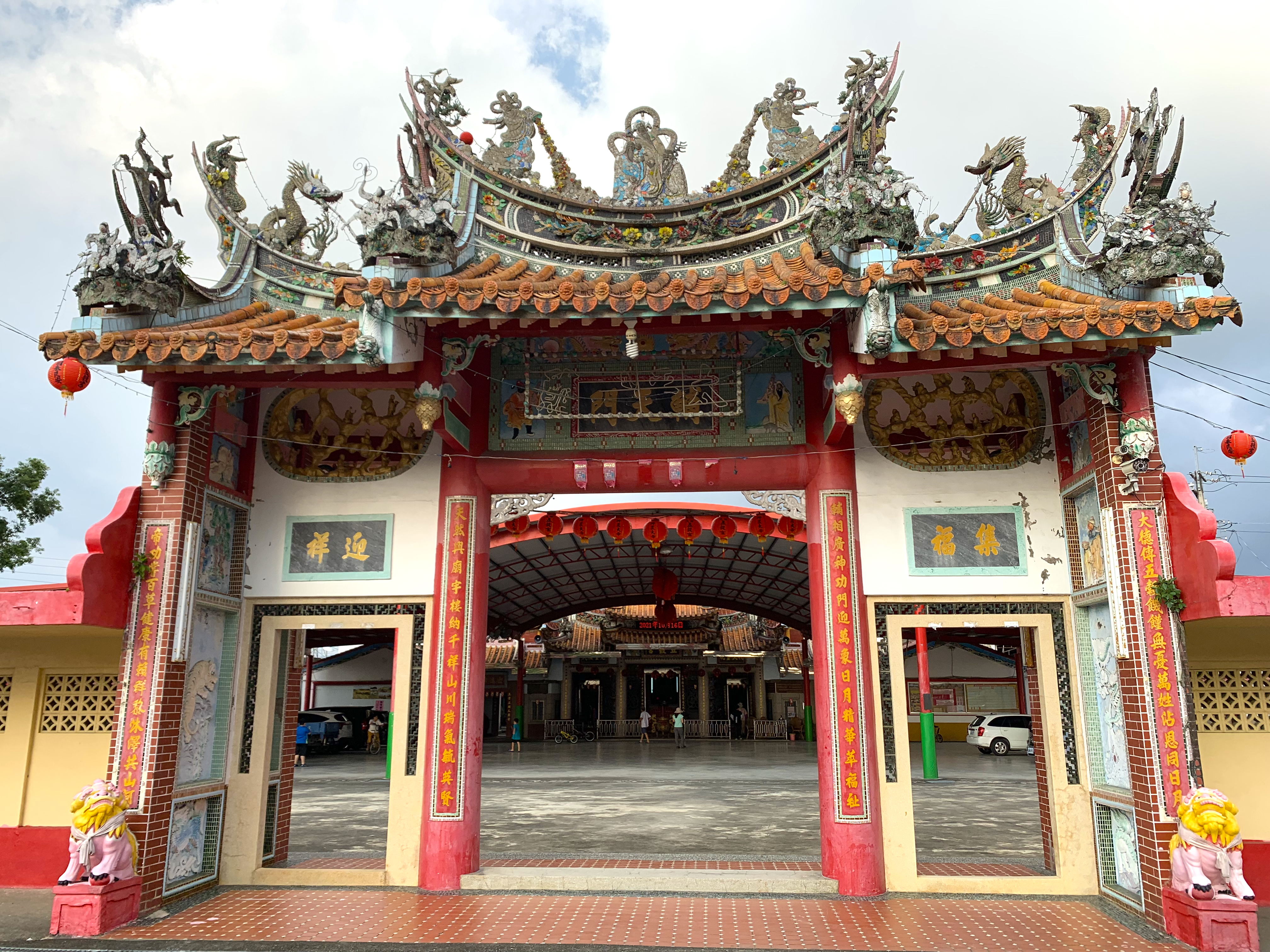
美濃南隆輔天五穀宮的外門

美濃南隆輔天五穀宮，建立於日治大正十四年（1925年），位於台灣高雄市美濃區的五穀宮廟，為美濃南隆地區民眾的信仰中心之一 ，亦被登錄為高雄市文化資產之歷史建築。

## 沿革
日明治四十二年（1909年），三五公司社長愛久澤直哉，建立南隆農場，以佃租方式經營，吸引北部桃園、新竹、苗栗一帶的北部客家人，以及高樹、內埔、竹田的南部客家人，另有岡山、田寮、旗山一帶的閩南人來此移墾作佃農。
南隆地區原為未開墾的河床砂石地帶，住民為謀生開墾為水田或旱田，種植稻米或蕃薯以度日。當地也沒有一間正式的廟宇作為居民信仰中心。大正八年（1919年），南隆瘟疫猖獗，為求平安度過，當地盛行供奉三恩祖（關帝聖君、孚佑帝君、司命真君）。大正九年（1920年），苗栗大湖人羅阿東後移墾到南隆農場六寮後，與當地耕農一起到苗栗卓蘭鎮與大湖鄉交界處的朝南宮，迎請三恩祖分靈於自家中供奉。當時十坑庄居民感染流行病的羅正保去在羅阿東家奉拜後、聽指示服食藥草、日夜祭拜，終獲痊癒。居民感其神恩，欲在當地建廟奉祀。
大正十二年（1923年），以羅阿東供奉處為所，開光登位，以羅阿東為堂主、羅正保作司香。每逢初一、十五，各部落信徒來該所上香禮拜。眾人組建廟委員會，公推李庚河、徐阿辛兩位代表往南隆農場商請撥地建廟，獲得南隆農場負責人白石嘉代治許可，遂以今廟址為建廟用地。
大正十三年（1924年），廟地東側的劉辛增住處召開建廟委員大會，隨即動土興工，歷時約一年多竣工。
大正十四年（1925年），12月25日正式迎請五穀爺寶像登位，該神像今依然奉於廟內。落成後，由羅阿東為堂主，劉住持、童坤華為助理、羅正傑為經生。每逢初一、十五，信徒前來祭拜。
昭和元年（1926年），連續三年於該宮舉辦建醮，熱鬧一時。
第二次世界大戰期間，台灣總督府發動皇民化運動，燒神像、摧庵堂由於在旗山太平寺的日本淨土真宗佈教師杜多碩照保護，該廟宇以及附近民間信仰神像得以保存。隨戰況越發劇烈，高雄州立醫院（今高雄市立民生醫院）疏散到該宮治療傷病人員，至昭和二十年（1945年）二戰結束後才遷回高雄
民國四十二年（1953年），重修廟宇。民國四十六年（1956年）羅阿東去世，改選古華榮氏為第二代堂主，民國五十一年（1961 年）十一月由鐘日旺發起增建左右護室，至民國五十二年（1962年）三月完工。後由信眾吳金鳳等發起，力修繕前堂、後堂，民國五十四年（1965年）建鐘鼓亭。民國五十五年（1966 年）興建拜庭，修建兩側橫屋為鋼筋水泥的建築物， 並設二十間客房供參拜信徒住宿。
民國七十三年（1984年），耗資一百餘萬元興建兩座奉迎門，並獲縣政府補助新闢十米道路，作為開辦商展會（每星期日晚）以協助地區發展觀光事業。適逢建宮六十週年擴大慶祝，該宮舉辦「慶祝五穀宮建宮六十週年暨美濃鎮聯合建大福醮」，美濃全鎮二十一里信眾參與。
民國七十四年（1985年），改選第七屆管理委員會委員。劉水傳任主委後，與鍾冉興合建金爐及敬字亭各二座以謝神恩。
民國八十三年（1994年），建宮70週年，聯合美濃全區19里與旗山廣福里啟建「甲戌年太帄福醮」活動。
民國九十九年（2010年），高雄市政府將美濃南隆輔天五穀宮登錄為高雄市歷史建築。

## 祭祀與活動
美濃南隆輔天五穀宮除主祀神農大帝外， 另外合祀釋迦佛祖、玉皇大帝、周昌、關平、华佗以及掌管雷電的雷部五天君、觀世音菩薩、太上老君、孔子、張仙大帝等儒佛道眾神佛。:191-192 廟方亦感念南隆農場負責人、主事以及相關職員協助建廟，於廟內功德廳中設其往生蓮位和長生祿位，以功德主身分供奉。

### 祭典
- 農曆正月初一：禮頌千佛
- 農曆正月初八：玉皇大帝聖壽
- 農曆正月十四日：北斗祈福，誦讀疏文
- 農曆每月十四日：誦經祈福
- 農曆每月月底（ 大月三十、小月廿九日）：誦經祈福
- 農曆二月十九日：觀音菩薩聖誕
- 農曆三月廿三日：天上聖母聖誕
- 農曆四月初七日：釋迦牟尼佛聖誕浴佛法會
- 農曆四月十四日：孚佑帝君聖誕
- 農曆四月廿六日：神農大帝聖誕
- 農曆五月十一日：都城隍老爺聖誕
- 農曆六月廿四日：關聖帝君聖誕
- 農曆七月初一日：幽冥出關普渡法會
- 農曆七月廿九日：幽冥入關普渡法會
- 農曆八月初二日：福德正神聖誕
- 農曆八月初三日：司命真君聖誕
- 農曆八月初三日：神農大帝聖誕籌備會
- 農曆九月底（大月三十、小月廿九日）：神農大帝聖誕千秋
- 農曆十月十五日：水官大帝聖誕
- 農曆十一月十一日：救苦天尊聖誕
- 農曆十一月十七日：阿彌陀佛聖誕
- 農曆十二月十四日：圓福、圓堂
- 農曆十二月廿四日：送太歲儀式[2]

## 外部連結
- 美濃南隆五穀廟 臉書專頁
- 文化資源地理資訊系統 輔天五穀宮 （页面存档备份，存于）
- 日治時期新竹州移民及其信仰傳布：美濃客家田野紀實 （页面存档备份，存于）